# Боднарівка (Чортківський район)

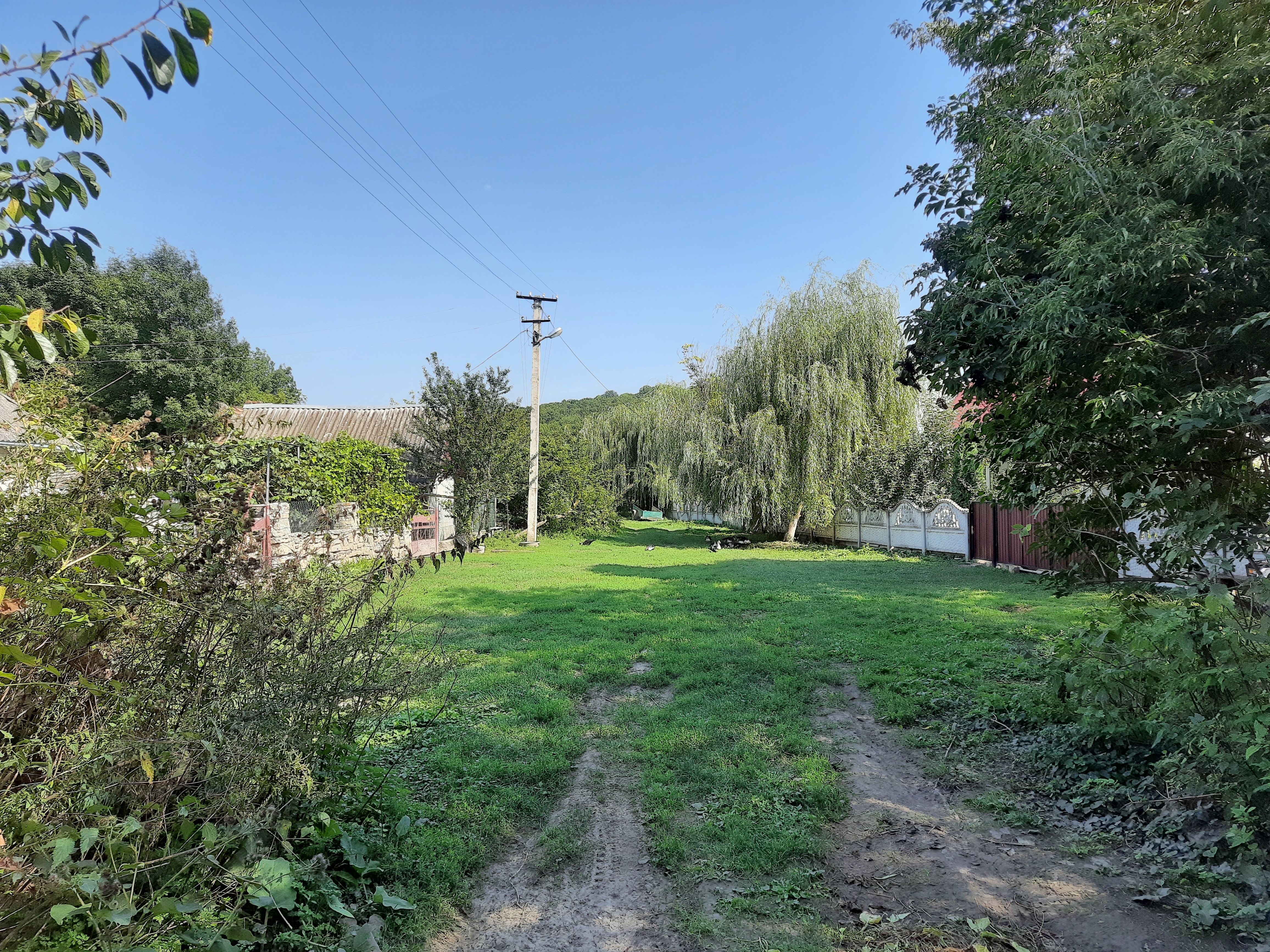
Сільська вулиця

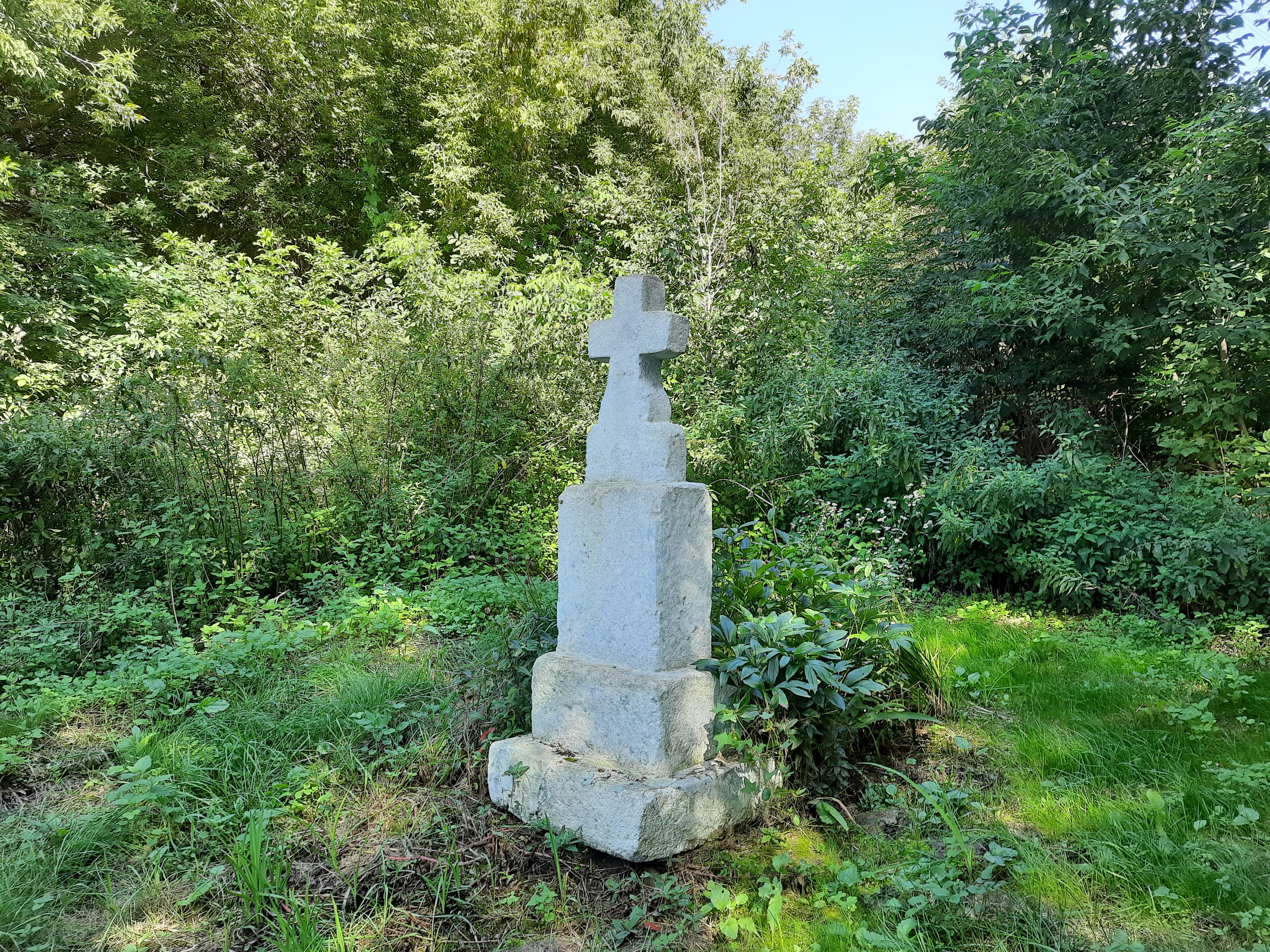
Старий хрест на околиці села

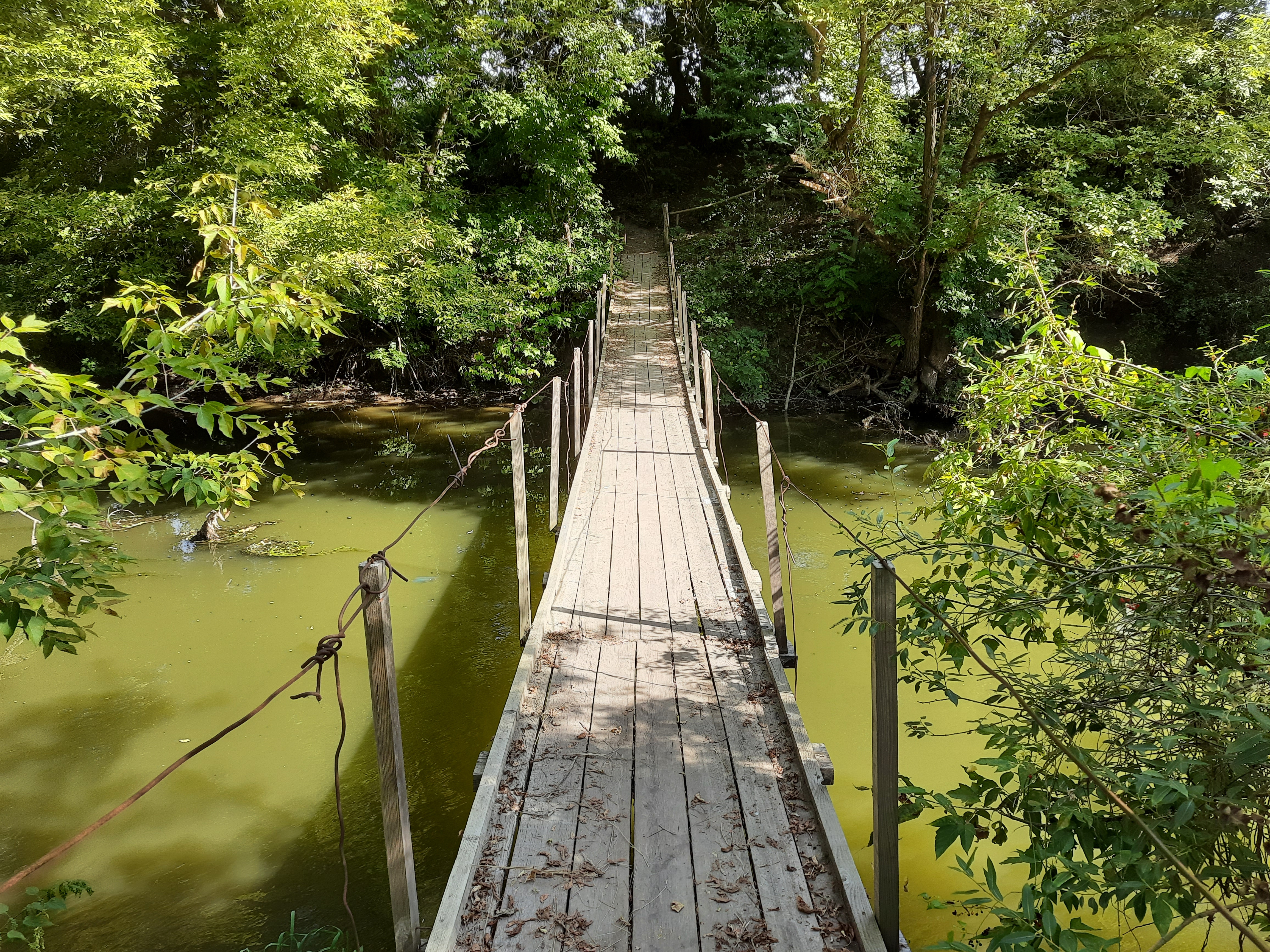
Кладка через Збруч біля села

Боднарі́вка — село в Україні, у Гусятинській селищній громаді Чортківського району Тернопільської області.
Територія — 1,17 км².

## Розташування
Розташоване на північному сході району на правому березі р. Збруч (ліва притока Дністра), за 7 км від адміністративного центру громади і найближчої залізничної станції Гусятин. Неподалік проліг автошлях Гусятин–Борщів, від якого на східній околиці села Суходіл відгалужена дорога з твердим покриттям довжиною 3 км у південно-східному напрямку до Боднарівки. Географічні координати: 49°02′ північної широти ш. 26°12′ східної довготи.

## Адмінустрій
Після 1-го поділу Речі Посполитої у 1772 єдине до того подільське с. Боднарівка поділене по р. Збруч; менша частина села (понад 10 % його території на правобережжі Збруча) передана до Австрії, а більша частина (лівобережна) залишилась у Польщі. Такий поділ зберігся донині з тією різницею, що тепер дві Боднарівки — села Тернопільської та Хмельницької областей.
Від 1772 р. село (галицька частина) належало до Заліщицького циркулу, з 1816 р. — Чортківського, протягом 1863—1914 рр. — до Гусятинського повіту.
Протягом 1921—1939 рр. село — Копичинецького повіту Тарнопільського воєводства.
Від січня 1940 до травня 1963 село — Гусятинського району. Протягом 1940—1958 — хутір Суходільської сільської ради. 1958 р. два сусідніх хутори Боднарівка і Троянівка об'єднані в село. Від травня 1963 до січня 1965 село — Чортківського району. Від січня 1965 до вересня 2020 — Гусятинського району.
Від вересня 2015 року ввійшло у склад Гусятинської селищної громади.
12 червня 2020 року, відповідно до розпорядження Кабінету Міністрів України № 724-р «Про визначення адміністративних центрів та затвердження територій територіальних громад Тернопільської області» увійшло до складу Гусятинської селищної громади.
19 липня 2020 року, в результаті адміністративно-територіальної реформи та ліквідації Гусятинського району, село увійшло до складу новоутвореного Чортківського району.

### Троянівка
Хутір, який від 1958 належить до Боднарівки, нині його вулиця за 1 км на захід від села. Біля поселення (0,2 км на південний схід) протікає р. Збруч. Назва походить, імовірно, від прізвища Троян. Від 26 жовтня до початку листопада 1921 в Троянівському лісі між селами Троянівка і Суходіл зосереджувалася перед ІІ-м Зимовим походом Подільська група Армії УНР. Від січня 1940 до травня 1958 — хутір Суходільської сільської ради. У 1941 органи НКВС заарештували і знищили в Чортківській та Уманській тюрмах Володимира Гуменного, Антіна Кукурудзу й Павла Патусяка. У роки німецько-радянської війни в Червоній армії загинуло четверо місцевих жителів: Михайло Бевх (1910—1945), Григорій Джала (1921—1945), Михайло Костирський (1904—1944), Павло Осідак (1925—1944); пропали безвісти: Іван Марчак (1920—1945), Степан Черніховський (1915—1944). В ОУН і УПА перебували: Дмитро Волошин (нар. 1925), Володимир Гуменний (1924—1945), Михайло Гуцеляк (1904—1945), Микола Джала (1910 — р. см. невід.). У березні 1949 у Троянівці було 59 дворів, проживали 204 особи; лютому 1952 — 44 двори, 176 осіб. Місцева влада планувала перетворити хутір у село, однак у 1958 відбулося об'єднання двох сусідніх хуторів у село Боднарівка.

## Історія
Перша письмова згадка — 1532 рік. Назва походить, імовірно, від слова «бондар»; цим ремеслом, очевидно, займалося місцеве населення; за іншою версією — від прізвища Боднар.
Із листопада 1918 в Боднарівці — влада ЗУНР. 17 липня 1919 в селі переправився через р. Збруч на територію УНР 1-й корпус УГА. 15–18 вересня 1920 у Боднарівці відбулися бої 3-ї Залізної дивізії Армії УНР під орудою генерала Олександра Удовиченка з більшовицьким військом. Восени 1920 у селі встановлено польську владу.
На початку листопада (за іншими даними — у ніч з 25 на 26 жовтня) 1921 Подільська група Армії УНР під керівництвом полковника Михайла Палія під час 2-го Зимового походу через міст у Бондарівці перейшла р. Збруч і вступила на територію Наддніпрянської України, захопивши в полон 46 прикордонників.
Після 17 вересня 1939 в Боднарівці встановлена радянська влада. Із 6 липня 1941 до 23 березня 1944 — під нацистською окупацією.
У роки німецько-радянської війни в Червоній армії загинуло шестеро місцевих жителів: Павло Боцян (1924—1944), Іван Гладкий (1912—1944), Омелян Івасюк (1910—1941), Володимир Лучка (1924—1944), Петро Романюк (1909—1945), Олександр Стус (1903—1945); пропали безвісти Євстахій Івасюк (1914—1943), Іван Романюк (1912—1945), Іван Стучан (1908—1941).
В ОУН перебували Степан Бабій, Бронислава Пачинська, Євген Наконечний та інis. Репресій зазнали 13 осіб.

## Політика

### Парламентські вибори, 2019
На позачергових парламентських виборах 2019 року у селі функціонувала окрема виборча дільниця № 610203, розташована у приміщенні фельдшерсько-акушерського пункту.
Результати
- зареєстровано 98 виборців, явка 64,29%, найбільше голосів віддано за «Слугу народу» — 41,27%, за Всеукраїнське об'єднання «Батьківщина» — 20,63%, за Радикальну партію Олега Ляшка — 7,94%.[8] В одномандатному окрузі найбільше голосів отримав Ігор Сопель (Слуга народу) — 31,15%, за Миколу Люшняка (самовисування) — 26,23%, за Володимира Бліхаря (Всеукраїнське об'єднання «Батьківщина») — 24,59%[9].

## Релігія
Є мурована капличка, «фігура» Матері Божої з Ісусиком, встановлена на честь скасування панщини (біля садиби Євгенії Бурби).

## Соціальна сфера
У 1961 завершено будівництво на р. Збруч Боднарівської гідроелектростанції.
Працює фельдшерський пункт (х. Троянівка).

## Природа
На північно-західній околиці Боднарівки — невеликий ліс (схил долини р. Збруча). За 1 км вище по течії Збруча є Боднарівське водосховище.
Село межує з національним природним парком «Подільські Товтри».

## Населення
У березні 1949 р. на хуторі було 45 дворів; в лютому 1952 р. — 36 дворів; у 2014 — 59.
| Чисельність населення, осіб | Чисельність населення, осіб | Чисельність населення, осіб | Чисельність населення, осіб | Чисельність населення, осіб | Чисельність населення, осіб | Чисельність населення, осіб | Чисельність населення, осіб | Чисельність населення, осіб | Чисельність населення, осіб | Чисельність населення, осіб | Чисельність населення, осіб | Чисельність населення, осіб | Чисельність населення, осіб | Чисельність населення, осіб | Чисельність населення, осіб |
| 1900                        | 1910                        | 1921                        | 1931                        | 1949                        | 1952                        | 1959                        | 1970                        | 1979                        | 1989                        | 2001                        | 2003                        | 2011                        | 2013                        | 2014                        | 2015                        |
| --------------------------- | --------------------------- | --------------------------- | --------------------------- | --------------------------- | --------------------------- | --------------------------- | --------------------------- | --------------------------- | --------------------------- | --------------------------- | --------------------------- | --------------------------- | --------------------------- | --------------------------- | --------------------------- |
|                             |                             |                             |                             | 133                         | 105                         |                             |                             |                             |                             |                             |                             |                             |                             | 117                         | 111                         |

## Відомі люди

### Народилися
- Стефанія Бубнюк (1901, Троянівка — 1996) — українська журналістка, редактор, громадська діячка в Канаді;[5]
- Володимир Гладкий (Західний; 1908, Троянівка — 1977) — український публіцист, редактор, видавець, літературний критик, перекладач, громадський діяч.[5]